# Gordon Ramsay – A pokol konyhája
A pokol konyhája (eredeti cím: Hell's Kitchen) egy 2005-ben indult amerikai televíziós valóság-főzőverseny, melynek házigazdája a skót nemzetiségű szakács és médiaszemélyiség Gordon Ramsay. A műsor az Amerikai Egyesült Államokban, a FOX televíziós csatornán debütált 2005. szeptember 11-én. A tizenhetedik évad 2018. február 2-án fejeződött be. Magyarországon hangalámondással a Viasat 3, Story 4 és a Galaxy televíziós csatorna vetítette. A 16. évadtól kezdve a TV2 Séfen látható, Gordon Ramsay hangja Széles Tamás volt, jelenleg Kőszegi Ákos.

## A verseny
A játék részvevői két csapatban mérik össze tudásukat. A második évadtól női játékosok a piros, a férfi játékosok a kék csapatba kerülnek. Minden epizód egy kihívással kezdődik. Míg a kihívást megnyerő csapat jutalomban részesül, addig a vesztes csapat valamilyen fizikai munkafeladatot kap, amely általában az étterem és az ételek előkészítését jelenti az aznap esti vacsorára. A vacsora alatt a csapatok felelősek a vendégek által megrendelt ételek elkészítéséért egy előre meghatározott szűk időkereten belül, valamint meg kell felelniük Gordon Ramsay szigorú minőségi követelményeinek is. Ramsay utasításokkal látja el a csapatokat, és amennyiben úgy látja hogy valamely játékos nem felel meg a konyha azon területén, ahol éppen dolgozik, másik játékost állíthat a helyére, vagy akár ki is teheti a konyhából a játékost. A vacsora végén Ramsay kiválasztja a vesztes csapatot. A csapattagok kiválasztják maguk közül azt a két játékost, akit a legrosszabbnak tartanak, és végül Ramsay dönti el hogy melyikük essen ki a versenyből. Előfordulhat azonban az is, hogy a vesztes csapatból a legjobb szakácsnak egyedül kell kiválasztania melyik két embert küldené haza a saját csapatából.
A verseny előrehaladtával (általában mikor már csak hat szakács marad versenyben) a két csapatot egy fekete csapatba vonják össze. Innentől a kihívások egyéni jellegűek, így a kihívásokat csak egy szakács nyerheti meg. Mikor már csak két szakács marad (tehát a döntő vacsora következik), a korábban kiesett versenyzőkből hat vagy nyolc szakács visszatér, hogy segítse az egyik vagy másik döntőst. Ekkor a két döntős tulajdonképpen már nem főz, hanem Ramsay "munkáját" végzik, azaz a minőség-ellenőrzést, a munka összehangolását, a csapat lelkesítését.
Végül a győztes szakácsot a családtagok, a korábbi versenyzők és az előző évadok győztesei előtt választja ki Ramsay. A verseny nyertese általában egy nagyobb összeget és munkahelyet kap egy jó hírű étteremben.

## Évadok
| Évad | Évad | Epizódok | Versenyzők száma | Sugárzás             | Sugárzás             | Első helyezett      | Második helyezett    |
| Évad | Évad | Epizódok | Versenyzők száma | Évadpremier          | Évadfinálé           | Első helyezett      | Második helyezett    |
| ---- | ---- | -------- | ---------------- | -------------------- | -------------------- | ------------------- | -------------------- |
|      | 1    | 11       | 12               | 2005. május 30.      | 2005. augusztus 1.   | Michael Wray        | Ralph Pagano         |
|      | 2    | 11       | 12               | 2006. június 12.     | 2006. augusztus 14.  | Heather West        | Virginia Dalbeck     |
|      | 3    | 11       | 12               | 2007. június 4.      | 2007. augusztus 13.  | Rock Harper         | Bonnie Muirhead      |
|      | 4    | 15       | 15               | 2008. április 1.     | 2008. július 8.      | Christina Machamer  | Louis Petrozza       |
|      | 5    | 15       | 16               | 2009. január 29.     | 2009. május 14.      | Danny Veltri        | Paula da Silva       |
|      | 6    | 15       | 17               | 2009. július 21.     | 2009. október 13.    | Dave Levey          | Kevin Cottle         |
|      | 7    | 15       | 16               | 2010. június 1.      | 2010. augusztus 10.  | Holli Ugalde        | Jason "Jay" Santos   |
|      | 8    | 15       | 16               | 2010. szeptember 22. | 2010. december 15.   | Nona Sivley         | Russell Kook II      |
|      | 9    | 16       | 18               | 2011. július 18.     | 2011. szeptember 19. | Paul Niedermann     | Will Lustberg        |
|      | 10   | 20       | 18               | 2012. június 4.      | 2012. szeptember 10. | Christina Wilson    | Justin Antiorio      |
|      | 11   | 22       | 20               | 2013. március 12.    | 2013. július 25.     | Ja'Nel Witt         | Mary Poehnelt        |
|      | 12   | 20       | 20               | 2014. március 13.    | 2014. július 24.     | Scott Commings      | Jason Zepaltas       |
|      | 13   | 16       | 18               | 2014. szeptember 10. | 2014. december 17.   | La Tasha McCutchen  | Bryant Gallaher      |
|      | 14   | 16       | 18               | 2015. március 3.     | 2015. június 9.      | Meghan Gill         | Torrece "T" Gregoire |
|      | 15   | 16       | 18               | 2016. január 15.     | 2016. április 29.    | Ariel Malone        | Kristin Barone       |
|      | 16   | 16       | 18               | 2016. szeptember 23. | 2017. február 2.     | Kimberly-Ann Ryan   | Heather Williams     |
|      | 17   | 16       | 16               | 2017. szeptember 29. | 2018. február 2.     | Michelle Tribble    | Benjamin Knack       |
|      | 18   | 16       | 16               | 2018. szeptember 28. | 2019. február 8.     | Ariel Contreras-Fox | Mia Castro           |
|      | 19   | 16       | 18               | 2021. január 7.      | 2021. április 22.    | Kori Sutton         | Mary Lou Davis       |
|      | 20   | 16       | 18               | 2021. május 31.      | 2021. szeptember 13. | Trenton Garvey      | Megan Gill           |
|      | 21   | 16       | 18               | 2022. szeptember 29. | 2023. február 9.     | Alex Belew          | Dafne Mejia          |
|      | 22   | 16       | 18               | 2023. szeptember 28. | 2024. január 25.     | Ryan O'Sullivan     | Johnathan Benvenuti  |
|      | 23   | 16       | 18               | 2024. szeptember 26. | 2025. február 6.     | Kyle Timpson        | Hannah Flora         |
|      | 24   |          | 18               | 2025. szeptember 25. |                      | '                   |                      |

## Videójáték

### A játék leírása
A televíziós show sikerére tekintettel elkészült az azonos című videójáték, mely Carrier és Arcade játékmódokat tartalmaz. Előbbiben három fázist található: előkészítés, főzés, tálalás, és egy egycsillagos étkezdéből kell ötcsillagos luxuséttermet varázsolni minél jobb teljesítménnyel. Az Arcade módban végtelen sorban jönnek a vendégek az étterembe, fel kell venni a rendelést és kiszolgálni őket az idő lejárta előtt.

### Konfigurációs adatok
- CPU: 1 magos, 1500  MHz
- RAM: 512 Mb
- VGA: Shader Model 2.0 - DirectX 9.0 / 128 Mb
- HDD: 4 GB

### Gyártási adatok
- megjelenés: PC - 2008. szeptember
- fejlesztő: Ludia
- kiadó: Ubisoft
- platform: PC, DS, Wii

## Külső hivatkozások
- Hivatalos weboldal
- IMDb oldal
- Tv.com oldal Archiválva 2010. január 11-i dátummal a Wayback Machine-ben